# Championnats d'Europe de gymnastique artistique masculine 2008
Navigation
Édition précédente Édition suivante
Les 28e championnats d'Europe de gymnastique artistique masculine s'est déroulé du 8 au 11 mai 2008 à Lausanne.

## Podiums
| Épreuves                                | Or                                                                                              | Argent                                                                          | Bronze                                                                                         |
| --------------------------------------- | ----------------------------------------------------------------------------------------------- | ------------------------------------------------------------------------------- | ---------------------------------------------------------------------------------------------- |
| Concours par équipe résultats détaillés | Russie Sergey Khorokhordin Maksim Devyatovskiy Yury Ryazanov Nikolay Kryukov Anton Golotsutskov | Allemagne Fabian Hambüchen Robert Juckel Philipp Boy Marcel Nguyen Robert Weber | Roumanie Ilie Daniel Popescu Flavius Koczi Răzvan Șelariu Cosmin Malita George Robert Stanescu |
| Sol résultats détaillés                 | Anton Golotsutskov (RUS)                                                                        | Răzvan Șelariu (ROU)                                                            | Fabian Hambüchen (GER)                                                                         |
| Cheval d'arçons résultats détaillés     | Krisztian Berki (HUN)                                                                           | Filip Ude (CRO)                                                                 | Robert Seligman (CRO)                                                                          |
| Anneaux résultats détaillés             | Yuri van Gelder (NED)                                                                           | Yordan Yovchev (BUL)                                                            | Danny Rodrigues (FRA)                                                                          |
| Saut de cheval résultats détaillés      | Leszek Blanik (POL)                                                                             | Dimitri Kaspiarowitsch (BLR)                                                    | Ilie Daniel Popescu (ROU)                                                                      |
| Barres parallèles résultats détaillés   | Mitja Petkovšek (SVN)                                                                           | Yann Cucherat (FRA)                                                             | Nikolay Kryukov (RUS)                                                                          |
| Barre fixe résultats détaillés          | Fabian Hambüchen (GER)                                                                          | Vlásios Máras (GRE)                                                             | Aljaž Pegan (SVN) Ümit Şamiloğlu (TUR)                                                         |

## Résultats

### Concours général par équipe
| Rang | Pays        | Gymnastes                                                                                           | Total   |
| ---- | ----------- | --------------------------------------------------------------------------------------------------- | ------- |
| 1    | Russie      | Sergej Chorochordin Maxim Dewiatkowski Yury Ryazanov Nikolay Kryukov Anton Golozuzkow               | 272.450 |
| 2    | Allemagne   | Fabian Hambüchen Robert Juckel Philipp Boy Marcel Nguyen Robert Weber                               | 269.575 |
| 3    | Roumanie    | Ilie Daniel Popescu Flavius Koczi Răzvan Dorin Şelariu Cosmin Maliţa George Robert Stănescu         | 268.950 |
| 4    | Biélorussie | Denis Sawenkow Dsmitri Sawitschki Dimitri Kaspiarowitsch Alexander Tscharewitsch Uladsimir Jermakow | 266.450 |
| 5    | France      | Raphaël Wignanitz Gaël Da Silva Yann Cucherat Dimitri Karbanenko Danny Rodrigues                    | 266.350 |
| 6    | Ukraine     | Valeriy Honcharov Oleksandr Vorobyov Roman Zozulya Mykola Kuksenkov Oleksandr Suprun                | 265.875 |
| 7    | Suisse      | Niki Böschenstein Claudio Capelli Mark Ramseier Christoph Schärer Dennis Mannhart                   | 264.900 |
| 8    | Italie      | Matteo Angioletti Alberto Busnari Igor Cassina Matteo Morandi Enrico Pozzo                          | 263.475 |

### Finales par engins

#### Sol
| Rang | Gymnaste             | Total  |
| ---- | -------------------- | ------ |
| 1    | Anton Golozuzkow     | 15,700 |
| 2    | Răzvan Dorin Şelariu | 15,650 |
| 3    | Fabian Hambüchen     | 15,375 |
| 4    | Maxim Dewiatkowski   | 15,150 |
| 5    | Dsmitri Sawizki      | 14,950 |
| 6    | Manuel Campos        | 14,900 |
| 7    | Enrico Pozzo         | 14,875 |
| 8    | Kristian Thomas      | 14,850 |

#### Cheval d'arçon
| Rang | Gymnaste            | Total  |
| ---- | ------------------- | ------ |
| 1    | Krisztian Berki     | 16.025 |
| 2    | Filip Ude           | 15,625 |
| 3    | Robert Seligman     | 15,550 |
| 4    | Flavius Koczi       | 15,450 |
| 5    | Harutyum Merdinyan  | 15,125 |
| 6    | Donna-Donny Truyens | 14,975 |
| 7    | Nikolaï Krioukov    | 14,500 |
| 8    | Dsmitri Sawizki     | 14,050 |

#### Anneaux
| Rang | Gymnaste            | Total  |
| ---- | ------------------- | ------ |
| 1    | Yuri van Gelder     | 16,500 |
| 2    | Jordan Jowtschew    | 16,200 |
| 3    | Danny Rodrigues     | 16,050 |
| 4    | Irodotos Georgallas | 15,500 |
| 5    | Eduard Gholub       | 15,375 |
| 6    | Olexander Worobjow  | 15,325 |
| 7    | Maxim Dewiatkowski  | 14,825 |
| 8    | Yury Ryazanov       | 14,625 |

#### Saut de cheval
| Rang | Gymnaste               | Total  |
| ---- | ---------------------- | ------ |
| 1    | Leszek Blanik          | 16,562 |
| 2    | Dimitri Kaspiarowitsch | 16,400 |
| 3    | Ilie Daniel Popescu    | 16,350 |
| 4    | Anton Golozuzkow       | 16,175 |
| 5    | Răzvan Dorin Şelariu   | 15,975 |
| 5    | Jeffrey Wammes         | 15,975 |
| 5    | Fabian Hambüchen       | 15,975 |
| 8    | Jevgēņijs Saproņenko   | 15,525 |

#### Barres parallèles
| Rang | Gymnaste             | Total  |
| ---- | -------------------- | ------ |
| 1    | Mitja Petkovšek      | 16,025 |
| 2    | Yann Cucherat        | 16,000 |
| 3    | Nikolaï Krioukov     | 15,875 |
| 4    | Waleri Gontscharow   | 15,775 |
| 5    | Fabian Hambüchen     | 15,700 |
| 6    | Alexander Zarewitsch | 15,575 |
| 7    | Maxim Dewiatkowski   | 15.275 |
| 8    | Vassílios Tsolakídis | 14,475 |

#### Barre fixe
| Rang | Gymnaste         | Total  |
| ---- | ---------------- | ------ |
| 1    | Fabian Hambüchen | 16,025 |
| 2    | Vlasios Maras    | 15,850 |
| 3    | Aljaž Pegan      | 15,300 |
| 3    | Umit Samiloglu   | 15,300 |
| 5    | Jeffrey Wammes   | 14,750 |
| 6    | Igor Cassina     | 14,500 |
| 7    | Robert Weber     | 14,225 |
| 8    | Roman Kulesza    | 13,650 |

## Tableau des médailles
| Rang | Nation      | Or | Argent | Bronze | Total |
| ---- | ----------- | -- | ------ | ------ | ----- |
| 1    | Russie      | 2  | -      | 1      | 3     |
| 2    | Allemagne   | 1  | 1      | 1      | 3     |
| 3    | Slovénie    | 1  | -      | 1      | 2     |
| 4    | Pays-Bas    | 1  | -      | -      | 1     |
| 4    | Pologne     | 1  | -      | -      | 1     |
| 4    | Hongrie     | 1  | -      | -      | 1     |
| 7    | Roumanie    | -  | 1      | 2      | 3     |
| 8    | France      | -  | 1      | 1      | 2     |
| 8    | Croatie     | -  | 1      | 1      | 2     |
| 10   | Bulgarie    | -  | 1      | -      | 1     |
| 10   | Grèce       | -  | 1      | -      | 1     |
| 10   | Biélorussie | -  | 1      | -      | 1     |
| 13   | Turquie     | -  | -      | 1      | 1     |